# Districte de Rangoon
El districte de Rangoon (Ran-kun) fou una divisió administrativa de la divisió de Pegu a la Baixa Birmània ocupant la costa entre el riu Sittang (Tsit-taung) a l'oest i el To o China Bakir (boca de l'Irauadi, a l'est. La regió fou coneguda antigament com a Bokharadesa, que subsisteix en China Bakir. El districte va existir unit a Pegu entre 1853 i 1883, i separat fins al 1964 quan va esdevenir la divisió de Rangoon. La capital era la ciutat de Rangoon moderna Yangon. L'administració del districte de Rangoon va quedar des de la creació formal el 1883 (la decisió s'havia pres ja el 1879) en mans d'un subcomissionat dependent del comissionat de Baixa Birmània que era magistrat de districte i estava assistit per un magistrat del cantonment (campament militar) i tres magistrats de subdivisió.

## Geografia
El districte unit tenia una superfície d'uns 12.000 km² i una població d'uns 600.000 habitants, dels que 10.971 km² i 427.720 habitants corresponien al que fou el districte de Pegu. Limitava al nord amb els districtes de Tharawadi i Shwe-gyin, a l'est amb Shwe-gyin, i a l'oest amb Thonegwa. Inicialment el districte va incloure Bhaw-ru, una franja de territori als vessants orientals del Pegu Yoma entre el riu Bhawrugale i Taung-ngu, però el 1864 Bhaw-ru fou agregada a Taung-ngu, i el 1866 transferida a Shwe-gyin; posteriorment el cerce de Kawliya fou unit a Shwe-gyin, i el cercle de Thongay a Henzada; uns anys després un territori a l'oest fou segregat i agregat a Thonegwa; i el 1883 les townships de l'est i sud-est, Pegu, Hlaygu i Syriam, foren segregats i van formar el nou districte de Pegu conegut alternativament com a districte d'Hanthawadi, nom tradicional de tota la regió.
El territori era pla i només al nord s'iniciaven algunes elevacions del Pegu Yoma al sud del la vall del Hlaing o Rangoon. Aquest era el riu principal però el nombre de rius era important, destacant també el Baw-lay, amb la seva derivació el Pa-kwun, comunicant amb l'Irauadi; el Pan-hlaing, que deixava l'Irauadi a Nyaung-don i s'unia al Hlaing o Rangoon pocs quilòmetres abans de la capital, i el Tha-kwa-pin (popularment Bassein Creek), que connecta el Rangoon i el China Bakir o To. Afluents del Hlaing o Rangoon eren el Ok-kan, Magoyi, Hmaw-bi, i Lien-gun.
Els Pegu Yoma no sobrepassaven al nord del districte els 600 metres i progressivament al sud baixaven i es dividien en dues serres, la de l'oest que separava el Hlaing del riu Pagan-daung (o Pugun-daung) i en part marcava el límit entre el districte de Rangoon i el de Pegu; i la de l'est que desapareixia al sud del riu Pegu.

## Història
La tradició diu que la regió fou poblada uns segles abans de Crist per gent procedent de Telingana a l'Índia i es van barrejar amb els mons (més tard coneguts com a peguans); el rastre telugu es troba en el nom de talaings donat als mons. Les fulles de palmera escrites asseguren que la pagoda de Shwe-Dagon fou fundada per dos germans que havien conegut a Buda a l'Índia.
Però les primeres notícies històriques les dona el singalès Mahawanso, que esmenta la missió de Sono i Uttaro, enviats pel tercer concili budista (244 aC) a Suvarna-bhumi (Regio Aurea) per predicar el budisme. El delta de l'Irauadi fou centre de predicacions bramàniques i budistes que es van disputar l'hegemonia durant segles, fins que al segle viii es va definir, i els budistes van aconseguir imposar-se. Un dels resultats d'aquestes diferències religioses fou la fundació de Pegu el 573 per Tha-ma-la i Wi-ma-la, dos fills del rei de Tha-htun per una mare d'ascendència naga, que foren exclosos del tron pel seu pare. Tha-ma-la fou proclamat rei de Pegu i hauria estès els seus dominis considerablement cap a l'est sent el suposat constructor de Martaban. Li va succeir el seu germà Wi-ma-la, que va fundar Sittang, i durant el regnat del qual Pegu fou envaïda vers 590 pel rei de Bij-ja-na-ga-ran. Tretze reis haurien governat entre aquest període i el 746 i amb el darrer rei, Pegu incloïa tot el país de Rama-gnya, de les muntanyes Arakan Yoma a l'oest al riu Salween a l'est, incloent l'antiga capital Tha-htun, que havia perdut la seva importància anterior. Encara en aquest temps el budisme no estava acceptat de manera general i el desè rei de Pegu, Pun-na-ri-ka ("Cor de braman"), i especialment el seu fill i successor Tek-tha, sembla que es van inclinar cap a les tradicions hindús. La dinastia de Pegu hauria acabat amb la mort de Tek-tha i la successió fou disputada per diversos usurpadors. Després la història dels mons o talaings té diverses llacunes; una nova dinastia hauria regnat des de vers el 825:
1. Thamala 825-837
2. Wimala 837-854
3. Atha 854-861
4. Areindama 861-885
5. unknown king 885-902
6. Geinda 902-917
7. Migadeippagyi 917-932
8. Geissadyia 932-942
9. Karawika 942-954
10. Pyinzala 954-967
11. Attata 967-982
12. Anuyama 982-994
13. Migadeippange 994-1004
14. Ekkathamanta 1004-1016
15. Uppala 1016-1028
16. Pontarika 1028-1043
17. Tissa 1043-1050

En aquestos anys hi va haver revolucions religioses (segles IX i X) i finalment el territori va passar a mans del rei Anawrahta de Pagan prop del 1050. Els mons van esdevenir subjectes als birmans durant dos segles. La desintegració del regne birmà i la conquesta de la seva capital per un exèrcit xinès-mongol de Khublai Khan (1283-1284), i la fugida del rei a Pathein, foren aprofitades pels talaings, que es van rebel·lar. Un home anomenat Wariyu o Wareru va matar el governador birmà de Martaban, i es va apoderar de la ciutat i el país de l'entorn; Akhamwon (Tarabya) va dirigir la revolta a Pegu, i es va aliar a Wariyu; l'exèrcit unit va derrotar les forces del rei de Pagan i les va perseguir fins a Pa-daung, a pocs quilòmetres sota Prome. Els talaings es van retirar llavors a Pegu on van fundar una nova dinastia; aviat van esclatar disputes entre els aliats, que van acabar amb la mort d'Akhamwon (Tarabya) quedant Wariyu amb tot el poder, però al cap de poc (vers 1306) fou assassinat per dos fills de Akhamwon, i Wariyu fou succeït pel seu germà Hkun Law que només va regnar quatre anys. Binnya U va perdre els territoris orientals davant els birmans. El 1385 va pujar al tron Razaradit que va rebutjar una invasió dels birmans i el 1388 va recuperar Martaban i els territoris a l'est que s'havien perdut en l'anterior regnat. Segurament fou en el regnat de Razaradit o del seu successor Binnya Dammayaza, que va arribar al país, a Pegu, el primer europeu, Nicholas Conti. Les lluites amb els birmans foren una característica d'aquest temps fins al final de la dinastia.
El 1519 Antonio Correa va signar un tractat a Martaban amb el rei Bya-gnya-ran o Binnya Ran II, i en endavant hi va haver considerables contactes entre europeus i els reis de Pegu, especialment soldats mercenaris que van passar al seu servei.
1. Wareru 1287-1306
2. Hkun Law 1306 -1310
3. Saw O 1310-1324
4. Saw Zein 1324-1331
5. Zein Pun (usurpador) 1331
6. Saw E Gan Gaung 1331
7. Binnya E Law 1331-1353
8. Binnya U 1353-1385
9. Razadarit 1385-1423
10. Binnya Dammayaza 1423-1426
11. Binnya Ran I 1426-1446
12. Binnya Waru 1446-1450
13. Binnya Kyan 1450-1453
14. Mawdaw 1453
15. Shin Sawbu (reina) 1453-1472
16. Dammazedi 1472-1492
17. Binnya Ran II 1492-1526
18. Takayutpi 1526-1539

El 1539 Pegu fou conquerida per Ta-bin-shwe-hti, rei de Taungoo, que va posar fi a la dinastia peguana de Wariyu. Ta-bin-shwe-hti va ocupar Martaban, i va tornar a Pegu on fou coronat rei; més tard es va apoderar del país fins al baix Pagan; el 1549 va derrotar l'exèrcit siamès i va imposar tribut al rei de Siam. Però el 1550, Ta-bin-shwe-hti fou assassinat pel governador de Tsit-taung (Taungoo), Thaminhtau, que es va proclamar rei. Després d'alguns disturbis Bhurin Naung, l'hereu, va obtenir la corona i el 1554 va declarar la guerra als birmans; el març de 1555 va conquerir Ava i el seu domini s'estenia de Tenasserim a Arakan, i de la costa als estats shans. Bhurin Naung (Bayinnaung) fou un gran guerrer i un gran constructor que va eixamplar la seva capital i va reforçar les muralles, i va fundar una nova ciutat a la rodalia de la que encara es conserven les ruïnes; va ser pietós en religió i va aconseguir del rei de Ceilan una relíquia de Buda que va posar en una pagoda; va abolir el sacrifici anual als Nat o esperits; però va morir sobtadament el 1581. Li va succeir el seu fill Nanda Bhurin (Nandabayin) que va rebre l'homenatge de tots els senyors veïns; Nanda va atacar als birmans creuant l'Irauadi (1584-1585) i va forçar al rei a fugir a la Xina. Mentre es va revoltar el rei vassall de Siam i Nanda va fer quatre expedicions totes fracassades el 1585, 1587, 1590 i 1593; als darrers anys de la seva vida es va enemistar amb els monjos budistes talaings i molts foren executats o obligats a fugir del país. El delta es va despoblar i va seguir un període d'anarquia. Els arakanesos es van apoderar de Syriam; el 1599 fou ocupada Pegu i Nanda Bhurin fou enviat captiu a Taungoo. El regne va quedar per un temps sense governant.
Reis de Pinya i després Ava: 
1. Ngashishin 1343-1350
2. Kyanswange 1350-1359
3. Narathu II 1359-1364
4. Uzana Pyaung 1364
5. Thadominbya (trasllada la capital de Pinya a Ava) 1364-1368
6. Nga Nu (usurpador) 1368
7. Minkyiswasawke (vassall de la Xina) 1368-1401
8. Tarabya. 1401
9. Nga Nauk Han (usurpador) 1401
10. Minhkaung I 1401-1422
11. Thihathu 1422-1426
12. Minhlange 1426
13. Kalekyetaungnvo 1426-1427
14. Mohnyinthado 1427-1440
15. Minrekyawswa 1440-1443
16. Narapati I (vassalls de la Xina) 1443-1469
17. Thihathura 1469-1481
18. Minhkaung II 1481-1502
19. Shwenankyanshin 1502-1527
20. Thohanbwa (usurpador) 1527-1543
21. Hkonmaing (Shan) 1543-1546
22. Mobye Narapati II (vassall shan) 1546-1552
23. Sithkyawhtin (vassall shan) 1552-1555

Reis de Taungoo:
1. Minkyinyo 1486-1531
2. Tabinshwehti 1531-1550
3. Thamindwut 1550
4. Thaminhtau 1550-1551
5. Bayinnaung 1551-1581
6. Nandabayin 1581-1599
7. Interregne 1599-1605
8. Anaukpetlun 1605-1628
9. Minredeippa 1628-1629
10. Thalun 1629-1648
11. Pindale 1648-1661
12. Pye 1661-1672
13. Narawara 1672-1673
14. Minredyawdin 1673-1698
15. Sane 1698-1714
16. Taninganwe 1714-1733
17. Mahadammayaza Dipati 1733-1752

El 1600 Felip de Brito, al servei del rei d'Arakan, va rebre el govern de Syriam però va trair el seu sobirà i va ajudar el virrei portuguès de Goa. Fou acceptat pels talaings i es va declarar senyor de Pegu sota sobirania del rei de Portugal, fundant una fortalesa i una església a Syriam, i construint una nova ciutat.
Anaukpetlun fou proclamat rei a Taungoo, però les forces del reis d'Arakan i les del rei de Taungoo foren derrotades i el seu comandant fet presoner. Felip de Brito va entrar llavors en tractes amb l'antic enemic, el rei de Taungoo, i amb el rei de Martaban; però llavors Anaukpetlun de Taungoo el va atacar a traïció i Brito va acabar presoner del rei birmà el 1612 i va morir empalat; el poder portuguès a Pegu va quedar aniquilat.
Pegu va quedar sota autoritat de Taungoo fins a 1740. En aquest període els britànics van començar a comerciar amb Rangoon. El 1695 els britànic van demanar l'establiment d'una factoria a Syriam i del 1709 al 1743 els anglesos van comerciar en aquesta ciutat. Però el govern birmà, degut a invasions des del nord i a dissidències internes, es va trencar i el 1740 els peguans (mons o talaings) es van revoltar. Syriam fou ocupada dues vegades pels mons, i el 1743, quan els britànics van refusar ajut, les seves factories foren incendiades; Ava va estar en mans dels peguans per un curt espai de temps però el 1753 Maung-aung-zaya, mo-thu-gyi de Mut-tsho-bo, va recuperar la capital i es va proclamar rei amb el nom de Alaung-paya (conegut a Occident com Alompra), que va fundar la darrera dinastia birmana, que va existir fins al 1885. En quatre anys va conquerir Pegu, Tavoy i Mergui, i va avançar cap a Siam; els britànics van restar neutrals però el rei Alompra va sospitar que alguns oficials havien afavorit als peguans i les relacions foren dolentes. La regió del delta fou despoblada de mons des de 1757, ja que el rei sospitava de la seva lleialtat.
El 1824 va esclatar la primera Guerra Anglo-birmana i els anglesos van ocupar Rangoon. Al final de la campanya (1826) els vencedors van restaurar el territori de Pegu i Rangoon als birmans; aquestos van expulsar milers de mons cap a Arakan i Tenasserim. La segona Guerra Anglo-birmana de 1852 va acabar amb 'annexió pels britànics de Rangoon i els territoris de Pegu i de l'Irauadi i part de la posterior divisió de Tenasserim. El districte de Rangoon es va organitzar aleshores i el 1855 incloent la capital, tenia 137.130 habitants. El 1881 la població exclosa Rangoon (que va formar districte separat el 1883), era de 427.720 habitants el que dona idea de la seguretat que el domini britànic havia aportat per la població. Aquesta població estava repartida en 1 ciutat (Pegu) i 1393 pobles amb una superfície de 10.971 km². la majoria dels habitants eren budistes amb només uns pocs milers d'hindús, musulmans i cristians. Per ètnies la majoria eren birmans, amb una minoria de mons o talaings (26.000), de karens (51.000), de xans (11.000), xinesos, indis (hindustanis), telugus, tamils i taungthus. Fins al 1881 les principals poblacions eren Rangoon, Pegu (5.891 habitants el 1901), Twan-te, Pyawbhway, i Tanma-naing.

## Arqueologia
- Pagodes de Shwe-Dagon i Shwe-hmaw-daw a Twan-te. La de Shwe-Dagon és la més famosa i inclou alguns pels de Buda. La de Shwe-hmaw-daw és la gran pagoda dels mons. Prop de Twan-te hi ha alguens antigues pagodes que marquen el lloc on estaven Khappanganagara i Minsladon Hmaw-bi.
- Antigues ciutats de Hlaing i Tanbu

## Administració
Sota domini birmà Rangoon i Pegu formaven un sol districte amb diversos townships, cadascun sota un oficial; el governador tenia poder de vida i mort i estava directament a les ordes del govern reial. Aquesta jurisdicció fou retinguda en línies generals pels britànics i es van nomenar un myo-ok per cada township amb poders fiscals, judicials i policials; un tughyi per cada cercle, i un gomy per cada poble. El 1861-1862 es va formar una policia regular i després un departament de presons; posteriorment es va crear un departament d'educació. El 1883 el districte, format per set townships, fou dividit en dues parts: la ciutat de Ranggon i entorn (pròpiament el districte de Rangoon o Rangoon ciutat) amb quatre townships, i el districte d'Hanthawadi (o districte de Pegu). El districte de Rangoon va quedar format per dues subdivisions cadascuna amb 2 townships amb un total de 29 cercles fiscals.